# DeBarge
DeBarge fue un grupo musical originario de Grand Rapids, Michigan, compuesto por varios miembros de la familia DeBarge. Estuvo activo entre 1979 y 1989. Originalmente estaba formado por El, Mark, Randy y Bunny. James se unió al grupo en 1982 y Bobby en 1987, tras las salidas de Bunny y El.

## Historia
Los hermanos Randy, Mark y El DeBarge comenzaron a actuar juntos en varios grupos en el área de Detroit, a mediados de la década de 1970. Bunny DeBarge también se unió a sus hermanos menores en 1979, y en 1980 conformaron el grupo The DeBarges. Ese año el CEO y fundador del sello discográfico Motown, Berry Gordy quedó impresionado por el grupo y acordó contratarlos. DeBarge lanzó cuatro álbumes de estudio con Gordy Records, subsidiaria de Motown. Estos álbumes incluyen The DeBarges (1981), All This Love (1982), In a Special Way (1983) y Rhythm of the Night (1985). Este último se convirtió en el álbum más vendido del grupo y contenía el sencillo "Rhythm of the Night", que alcanzó el número 3 en el Billboard Hot 100, convirtiéndolo en su mayor éxito en las listas de éxitos de Estados Unidos.
En 1984, In A Special Way fue nominado a la Mejor Interpretación de R&B por un Dúo o Grupo Vocal en la 26.ª edición de los Premios Grammy.
A mediados de la década de 1980, El y Bunny se lanzaron como solistas y DeBarge fue liberado de su contrato con Gordy Records.
En 1987,los miembros restantes, Mark, Randy y James, ahora junto a su hermano mayor, Bobby, firmaron con Stripe Horse Records, un sello independiente, que lanzó el quinto álbum de estudio, Bad Boys. El grupo continuó actuando durante dos años más. 
En 1989 Bobby, junto con su hermano menor, Chico, fueron arrestados por tráfico de drogas. Problemas legales y personales, agravados por los cambiantes gustos musicales del público, llevaron a la dispersión del grupo 10 años después de su creación.
En 1991 grabaron Back on Track, su sexto y último álbum de estudio lanzado por el sello Truth Ministries, que consistía en contribuciones de varios miembros de la familia DeBarge. Las ventas fueron pobres debido a la limitada promoción de la pequeña discográfica, y porque El DeBarge no apareció en el álbum, con la excepción de la canción "We Need Your Love".
Algunos miembros de la familia hicieron varios álbumes en solitario durante las décadas de 1990 y 2000, pero nunca alcanzaron la fama y popularidad del grupo original.

## Discografía[5]
Álbumes de estudio
- The DeBarges - 1981
- All This Love - 1982
- In a Special Way - 1983
- Rhythm of the Night - 1985
- Bad Boys - 1987
- Back on Track - 1991

Álbumes recopilatorios
- Greatest Hits - 1986
- The Ultimate Collection - 1997
- The Best of DeBarge - 2000
- The Definitive Collection - 2008
- Time Will Reveal: The Complete Motown Albums - 2011

Sencillos
- "What's Your Name" - 1981
- "Stop! Don't Tease Me" - 1982
- "I Like It" - 1982
- "All This Love" - 1983
- "Time Will Reveal" - 1983
- "Love Me in a Special Way"1984
- "Rhythm of the Night" - 1985
- "Who's Holding Donna Now" - 1985
- "You Wear It Well" - 1985
- "The Heart Is Not So Smart" - 1985
- "Dance All Night" - 1987
- "You Babe" - 1987